# عامر عبد المقصود
عامر عبد المقصود (ولد في الجيزة - توفي في القاهرة 14 أغسطس 2013) لاعب كرة قدم مصري سابق وعميد في قوات الشرطة المصرية. قتل في مجزرة كرداسة في 14 أغسطس 2013.

## حياته
ظهر عامر عبد المقصود لأول مرة كلاعب كرة قدم محترف في عام 1980 مع نادي الترسانة. فاز مع النادي بكأس مصر عام 1983 ولعب في كأس الكؤوس الأفريقية عام 1987، ووصل إلى الدور ربع النهائي ضد الترجي الرياضي التونسي. اعتزل اللعب عام 1993، يذكر أنه لعب طوال مسيرته الكروية مع نفس النادي.

## إغتياله
توفي عامر عبد المقصود في 14 أغسطس من 2013 بعد تعرضه هو وزملاؤه للقتل من قبل مجموعة إرهابية في قسم كرداسة.

## وصلات خارجية
- عامر عبد المقصود على موقع قاعدة بيانات كرة القدم.إي يو (الإنجليزية)
- قاعدة بيانات الكره